# Mangualde, Mesquitela e Cunha Alta
Mangualde, Mesquitela e Cunha Alta (llamada oficialmente União das Freguesias de Mangualde, Mesquitela e Cunha Alta) es una freguesia portuguesa del municipio de Mangualde, distrito de Viseu.

## Historia
Fue creada el 28 de enero de 2013 en aplicación de una resolución de la Asamblea de la República de Portugal promulgada el 16 de enero de 2013 con la unión de las freguesias de Cunha Alta, Mangualde y Mesquitela, pasando su sede a estar situada en la antigua freguesia de Mangualde.

## Demografía
| Gráfica de evolución demográfica de Mangualde, Mesquitela e Cunha Alta entre 2011 y 2021 |
|                                                                                          |
| Datos según el nomenclátor publicado por el INE portugués.                               |